# 2021年4月臺灣
| << | 2021年4月 （民國110年） | >> |    |    |    |    |
| \| 日 \| 一 \| 二 \| 三 \| 四 \| 五 \| 六 \| \| \| \| \| \| 1 \| 2 \| 3 \| \| 4 \| 5 \| 6 \| 7 \| 8 \| 9 \| 10 \| \| 11 \| 12 \| 13 \| 14 \| 15 \| 16 \| 17 \| \| 18 \| 19 \| 20 \| 21 \| 22 \| 23 \| 24 \| \| 25 \| 26 \| 27 \| 28 \| 29 \| 30 \| \| \| \| \| \| \| \| \| \| |                         |    |    |    |    |    |
| 臺灣新聞動態／維基新聞 |                         |    |    |    |    |    |
| 世界／中国大陆／臺灣 |                         |    |    |    |    |    |
| 日 | 一                      | 二 | 三 | 四 | 五 | 六 |
| |                         |    |    | 1  | 2  | 3  |
| 4 | 5                       | 6  | 7  | 8  | 9  | 10 |
| 11 | 12                      | 13 | 14 | 15 | 16 | 17 |
| 18 | 19                      | 20 | 21 | 22 | 23 | 24 |
| 25 | 26                      | 27 | 28 | 29 | 30 |    |
| |                         |    |    |    |    |    |

## 4月2日
- 2021年太魯閣號出軌事故：載有492名乘客的台鐵太魯閣列車408車次行經花蓮縣秀林鄉清水隧道時，與自路線上方滑落的義祥工業社負責人李義祥駕駛的工程車相撞而出軌，造成49人死亡、216人受傷，傷亡最嚴重的車廂為6至8號車廂，其中罹難者包含1名法國人古查爾（De Guyenro Charles）、5名大學生（包括兩名國立體育大學學生兄妹張恩翔、張恩昀）、1名高中生、1名6歲幼稚園女童楊琪蓁、列車司機袁淳修（33歲）、助理司機員江沛峰（32歲）。為台鐵成立及中華民國政府遷台以來死傷最慘重的鐵路事故。[1]

## 4月6日
- 臺灣高雄地方檢察署認定體操教練梁梅宗因性侵案犯下1次強制性交、1次強制猥褻，合計為6年10月有期徒刑[2]。

## 4月15日
- 蔡英文總統在台北接見到訪的美國跨黨派代表團，這是拜登出任美國總統後首次訪台的美國高層代表團。此次代表團訪台是應拜登總統請求進行，亦是拜登對台灣及其民主承諾的信號。[3]蔡英文向美方代表團表示中國頻繁派遣軍艦在台灣周邊海空域進行軍事活動，威脅區域的和平穩定。[4][5]

## 4月22日
- 南投縣仁愛鄉長吳文忠涉嫌工程發包收取廠商回扣，今日被台中地院依貪汙等16罪判處有期徒刑18年6月，褫奪公權5年。吳文忠之前遭羈押，3月4日才復職不到兩個月，本次依《貪汙治罪條例》判處重刑，將面臨再度停止處分。判決書指出，吳文忠從2018年12月就任仁愛鄉長後，與「白手套」杜品宏（吳文忠擔任代表會主席時的司機），向施姓、洪姓、劉姓、汪姓等廠商收回扣11次、收受賄賂1次，另外，杜品宏本身也承攬工程，他也要向吳文忠上繳回扣共4次，共計15次，總金額225萬餘元。[6][7]

## 4月26日
- 立法院外交及國防委員會答询，無黨籍立委林昶佐向國家安全局局长陳明通提问，有傳媒報道菅義偉稱「中國武力犯台時，日本自衛隊不會插手」，國家安全局掌握到的訊息是否如此。陳明通指，“日本不管是不可能的事情……日本在法律上，日本协防台湾本就有相應的處理部分。”对于立委问及菅義偉的原話被曲解的原因。陳明通表示，初步判定是中华人民共和国“對台認知作戰”，由日本共產黨籍议员赤嶺政賢配合中华人民共和国政府发起[8]。

## 4月27日
- 曾參選立委的直播主林佳新，與曾涉妨害罷免的高雄內門「石頭里長」謝振城，去年11月30日因網路直播引起雙方口角，謝振城竟聯手另名知名韓國瑜支持者「杏仁哥」吳育全號召10餘人分持棍棒包圍、砸爛林佳新與友人多部座車，導致4人受傷、甚至有人被打到腦震盪，謝更放話「打死他我負責」，橋頭地檢署今日依妨害秩序罪、攜帶凶器聚眾鬥毆條款起訴謝及吳等7人。[9]